# 劍井
24°21′23″N 120°38′42″E / 24.356346°N 120.645115°E
劍井，舊名國姓井，是位於臺灣臺中市大甲區鐵砧山的水井，被附會成和鄭成功有關的劍泉傳說。

## 傳說

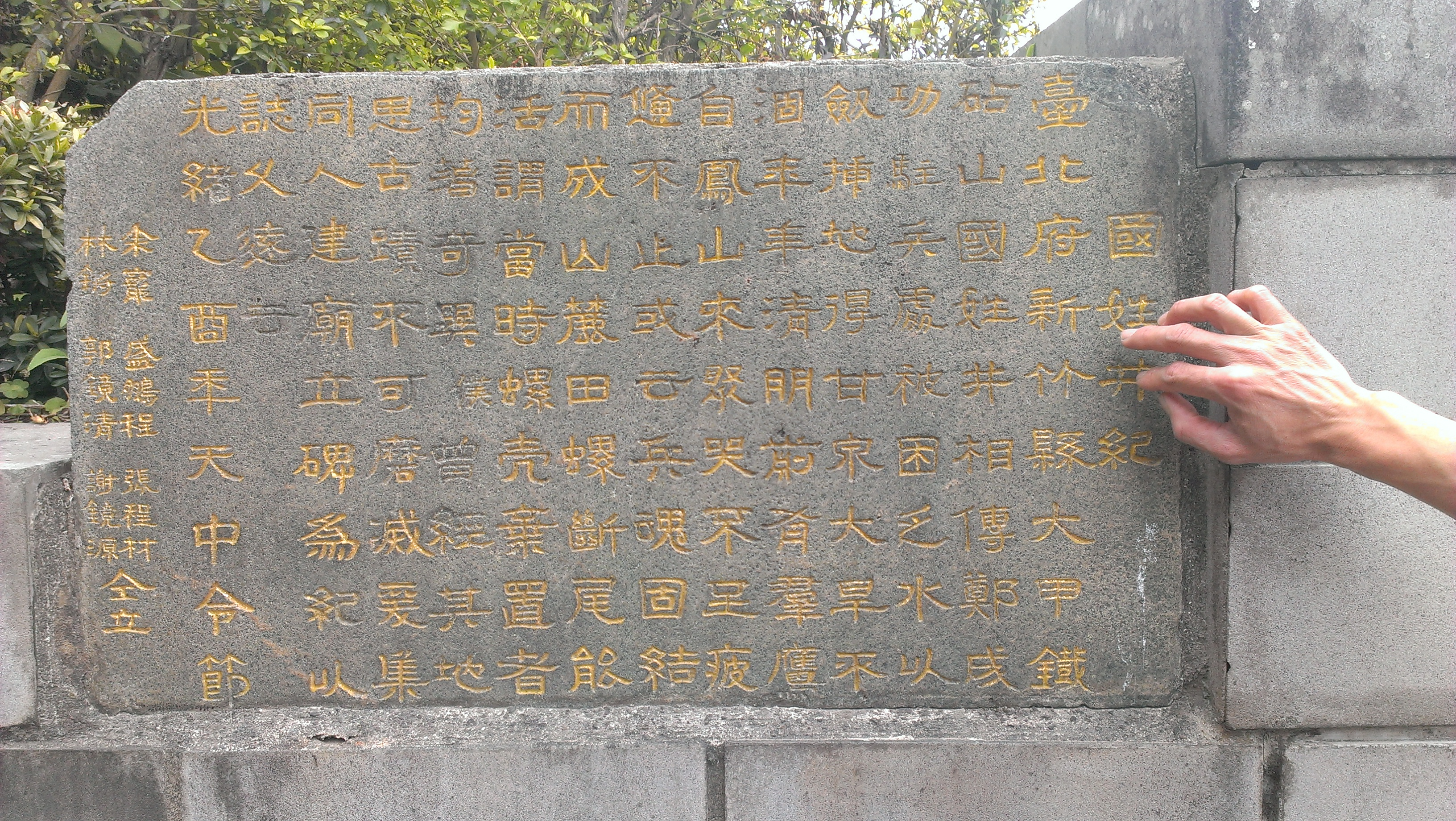
國姓井紀

《苗栗縣志》卷一．封域志：
|  | 鐵砧山……山上有井，當日鄭成功舉兵於此，水多毒；以劍插地，得甘泉，今相傳為國姓井。光緒十一年，大甲巡檢余寵、監課委員林鏘、幕賓盛鵬程、生員郭鏡清、職員謝鏡源、張程材等鳩資建廟祀之，立有碑紀。每逢重九登高之會，而文人、學士到此廟飲酒和詩者不少，亦一方之名勝也。 |

林衡道表示鄭成功在臺灣期間沒有離開臺南附近，但他不曾去過的地方卻有其相關傳說，如鐵砧山的國姓井。
1954年《聯合報》報導：傳說順治十八年（1661年）四月，鄭成功率軍至大安港與原住民在盤營口作戰，至五月四日佔據鐵砧山，卻因地理不熟遭包圍，飢餓交迫，還有部分鄭軍在鳳山被圍殺。這時，眾士兵取田螺，將尾巴斬斷取其肉吃後將螺殼棄散，螺又復活，成為今日所謂斷尾田螺。至端午時節，鄭成功以樹枝為香、拔劍插土，長跪禱天，望賜甘泉，繼即地告口裂，寶劍深沉，甘泉湧出。眾兵為奇蹟狂舞歡呼，士氣大振，擊潰敵軍，後人為紀念，將此泉號稱之為「國姓井」。地方人道，端陽節若果注視井中，仍可見劍影。每逢清明，殉職的士兵化身為鷹，飛來此地參拜故主。
還有說法是端午節中午劍會浮出，丘念台母親說見過，但曾被天癸期間的婦女跨過後從此不會浮起。
1959年8月29日，瓊安颱風來襲，兩名山林管理所工人隨崩山摔到劍井附近未死，神話紛傳。

## 觀光

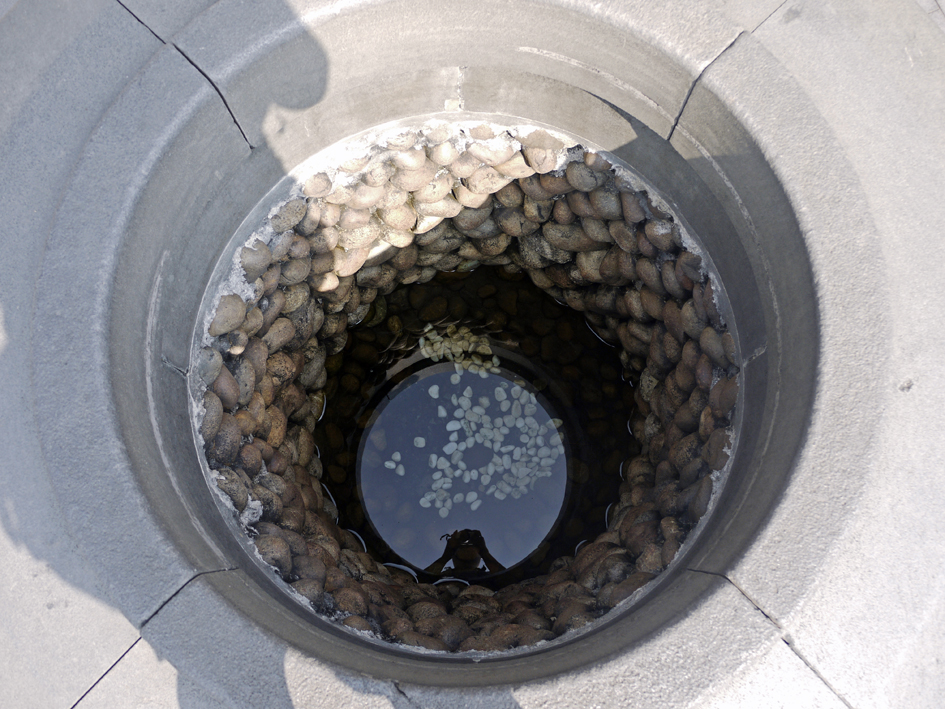
劍井

此井直徑約三尺，水深一尺餘，光緒十九年（1893年）鑄刻「國姓井」三字。被以「劍井靈泉」之名與孔碑夕照、農黌香圃、砧山嘯月、大安溪棹、半嶺紅梅、牧笛樵歌、斷崖聽水等列為鐵砧山八景；或稱是「延平劍井」，其餘七景為孔碑夕照、農黌香圃、砧頂嘯月、大安泛舟、半嶺梅花、牧笛樵歌、懸崖聽水。大甲、大安、外埔、苑裡一帶居民，認為飲喝此井可癒疾病，尤以端午節日其功效更甚等，故每逢端陽，即接踵比肩前來汲取午時水。但井因長年曝露在戶外，大腸桿菌群含量超過標準。
此井也是臺灣最早記錄鷹過境的地點，井旁立於光緒年間的碑敘述清明前有群鷹自鳳山來聚哭，可推測昔日這裡也是赤腹鷹、灰面鷲過境的重鎮。中臺灣有一句順口溜「南路鷹、南路鷹，一萬死九千」，描寫來此的鷹鷲會被大量射殺。
當地人士為弘揚鄭成功事蹟，在此山於1947年6月破土重建鐵砧山國姓廟。1953年井重修，並加磚牆維護。該年由于右任親書「劍井」兩字並立石碑。當時他以鄭成功有陰陽雙劍，雄劍投入此井、雌劍插入劍潭，為互相輝映，特改井名為「劍井」。石碑後面為考試院長賈景德親撰《鐵砧山劍井紀》。1956年，臺中縣政府以預算38萬，拓寬往此井的道路，將該地整頓為一風景區。井後為雕塑家陳松的水泥浮雕作品「劍入泉湧」。在《聯合報》撰寫中臺灣各名井的記者趙鎮藩曾批判四周俱已失原始風貌，有俗不可耐的洋灰石塊、土雞城、特產店。
原先劍井旁有多家商店，九二一大地震後，多已人去樓空。